# Садад
Садад (араб. صدد‎) — город в Сирии, в 60 км к югу от Хомса и в 101 км к северо-востоку от Дамаска.

## География
Садад находится в 17 километрах от трассы Дамаск-Хомс.

## История
История селения насчитывает около 4000 лет. Город находился на окраине Финикийских земель.
Вероятно именно Садад упоминается в Ветхом Завете (Книга Чисел, 34:8; Книга Иезекииля, 47:15) в качестве северо-восточной границы земли Ханаанской, под названием Цедад, переведённом как Sedada в Вульгаты.

### Гражданская война
С 21 по 28 октября 2013 года Садад был захвачен отрядами Джейш аль-Ислам, Фронт ан-Нусра и ИГИЛ общей численностью до 2000 человек.
После захвата боевиками были убиты 45 христиан. Трупы одной семьи, включая стариков и подростков, были найдены в колодце.
Резня в Сададе стала самым кровопролитным актом насилия по отношению к христианам с начала гражданской войны в Сирии.
После прихода боевиков мужское население города организовало ополчение и выступило против террористов. Мэр города Слейман аль-Халиль возглавил это сопротивление. Ополчению удалось освободить город.

## Население
До начала войны в Сирии в городе проживало 12 000 человек, к приходу ИГИЛ оставалось 8000.